# Чемерилов Євген Петрович
Євген Петрович Чемерилов (рос. Евгений Петрович Чемерилов; 12 серпня 1985, м. Омськ, СРСР) — російський хокеїст, нападник. Виступає за «Єрмак» (Ангарськ) у Вищій хокейній лізі. 
Вихованець хокейної школи «Авангард» (Омськ). Виступав за «Енергія» (Кемерово), «Мотор» (Барнаул), «Автомобіліст» (Єкатеринбург), «Зауралля» (Курган).